# Terpinnia
Terpinnia (ukr. Терпіння) – wieś na Ukrainie, w obwodzie zaporoskim, w rejonie melitopolskim. W 2001 liczyła 4854 mieszkańców, spośród których 483 posługiwało się językiem ukraińskim, 4087 rosyjskim, 40 krymskotatarskim, 1 mołdawskim, 3 bułgarskim, 1 białoruskim, 5 ormiańskim, a 234 innym.